# Seat Height Control
Seat Height Control (ook wel: SHC) was een hydraulisch systeem op een Suzuki-offroadmotorfiets, gepresenteerd op de IFMA-tentoonstelling van 1990.
Het systeem stelde de berijder in staat tijdens het rijden de veerwegen en de zithoogte te wijzigen. Voor straatgebruik stond het in de laagste stand, tijdens het terreinrijden in de hoogste. Dat gebeurde middels een knop op het stuur die een schakelmechanisme in de voor- en achtervering activeerde. Als de hogere stand ingeschakeld werd, pompte de veerbeweging van de motorfiets de vering hydraulisch op. Als dat in het terrein (met veel veerbewegingen) gebeurde was daarvoor ca. 100 meter nodig. De lage stand werd door het gewicht van de rijder in minder dan een seconde bereikt.
Het systeem werd vanaf 1992 op de Suzuki DR 350 SH toegepast. De toevoeging "SH" verwees naar het hydraulische systeem.